# مردخاي كابلان
مردخاي مناحيم كابلان (بالإنجليزية: Mordecai Kaplan)‏ «11 يونيو 1881 – 8 نوفمبر 1983»، حاخام، وكاتب مقالات، ومعلم يهودي، شارك في تأسيس «يهودية إعادة الإعمار» إلى جانب صهره آيرا آيزنشتاين.

## حياته وعمله
وُلد كابلان في سفينيتشونيس، ليتوانيا، ابنًا للحاخام إسرائيل وهايا «آنا» كابلان. في عام 1889، هاجر إلى الولايات المتحدة مع والدته وأخواته لينضم إلى والده في مدينة نيويورك، الذي عمل مع كبير الحاخامات جاكوب جوزيف. درس في عتز حاييم يشيفا في منهاتن لفترة قصيرة. في عام 1895، التحق كابلان بكلية مدينة نيويورك. من 1893 إلى 1902، درس في المدرسة اللاهوتية اليهودية الأمريكية. بعد تخرجه من جامعة «سي سي إن واي» في عام 1900، ذهب إلى جامعة كولومبيا لدراسة الفلسفة، وعلم الاجتماع والتعليم، وحصل على درجتي الماجستير والدكتوراه. تخصص في الفلسفة، وقدم أطروحة الماجستير عن الفلسفة الأخلاقية لهنري سيدجويك. وشمل الأشخاص الذين حضروه كلًا من فيلسوف الثقافة الأخلاقية فيليكس أدلر وعالم الاجتماع فرانكلين جيدنجز.
في يوليو 1908، تزوج من لينا روبن. تلقى إجازة الفتوى (السميخاه) من الحاخام آيزك جاكوب رينس بينما كان في شهر العسل. بدأ كابلان مهنته كحاخام أرثوذكسي في تجمع كهيلاث جشورون، وهو كنيس في نيويورك. في عام 1912، أصبح مستشارًا لمنشئي حركة إسرائيل الشابة لليهودية الأرثوذكسية الحديثة، بجانب الحاخام إسرائيل فريدلاندر. كان رائدًا في وضع مفهوم مركز المجتمع اليهودي، وساعد في إنشاء جمعية النهوض باليهودية.
أقام أول احتفال علني في حفل بار متسفا في الولايات المتحدة، لابنته جوديث كابلان، في 18 مارس 1922، في جمعية النهوض باليهودية، كنيسهُ في مدينة نيويورك. رتَلت جوديث المقدسات الافتتاحية، وقرأت جزءًا من قسم توراة ذلك الأسبوع باللغتين العبرية والإنكليزية، ثم رنّمت مقدسات الختام.
من عام 1934 حتى عام 1970، ألّف كابلان سلسلة من الكتب التي عبر فيها عن أيديولوجيته في الدعوة إلى إعادة الإعمار، والتي ارتكزت على «مفهوم اليهودية كحضارة». كان كاتبًا ذو إنتاج كبير، وقد أبقى على دفتر يوميات خلال معظم حياته.
بعد وفاة زوجته في 1958، تزوج الفنانة الإسرائيلية ريفكا ريجر. توفي في مدينة نيويورك عام 1983 بعمر 102 عامًا. بقيت ذكراه حية عبر ريفكا وبناته د. جوديث آيزنشتاين «جوديث كابلان سابقًا»، وهداسا موشر، ود. نعومي وينر، وسيلما جافي-غولدمان.

## صلته باليهودية الأرثوذكسية
بدأ كابلان مهنته كحاخام أرثوذكسي في تجمع كهيلاث جشورون في مدينة نيويورك مدعومًا بحركة إسرائيل الشابة لليهودية الأرثوذكسية الحديثة في عام 1912، وكان أول حاخام معين من قبل المركز اليهودي «الأرثوذكس» الحديث في مانهاتن عندما أُسس في عام 1918. اعتُبر متطرفًا جدًا في آرائه السياسية والدينية واستقال من المركز اليهودي في عام 1921. كان محورًا لعدد من المقالات الجدلية التي نُشرت من قبل الحاخام ليو جونغ «الذي أصبح حاخام المركز اليهودي في عام 1922» في الصحافة اليهودية الأرثوذكسية.
انضم بعد ذلك إلى جمعية النهوض باليهودية، حيث أقام أول احتفال علني في حفل بار متسفا في أمريكا لابنته جوديث في 18 مارس 1922. أدى هذا إلى نقد شديد لكابلان من قبل الصحافة اليهودية الأرثوذكسية.
كانت فكرة كابلان الأساسية في فهم اليهودية كحضارة دينية أمرًا سهل التقبل عند اليهوديين المحافظين، على عكس مفهومه الطبيعي لله والذي لم يشهد تقبلًا مشابهًا. حتى في «جاي تي إس»، إذ كتبت مجلة التقدم: «كان غريبًا، وكان في الغالب يفكر سرًا بمغادرة المؤسسة». في عام 1941، أظهرت الكلية استيائها من كابلان عبر كتابة رسالة بالإجماع «معروض» إلى أستاذ الأخلاقيات والعظة الدينية، تعبر فيها عن بغضها الكامل لكتاب كابلان الهاجدية الجديدة في سدر عيد الفصح. بعد أربع سنوات، أعلن أساتذة المدرسة اللاهوتية أليكساندر ماركس ولويس غينزبرغ وشاول ليبرمان عن لومهم من خلال كتابة رسالة إلى الجريدة العبرية هادور تنتقد كتاب صلاة كابلان ومهنته كحاخام بأكملها. في عام 1945، اجتمع اتحاد حاخامات الأرثوذكس رسميًا من أجل عزل ما اعتُبر الصوت الأكثر هرطقة للمجتمع عن اليهودية: الحاخام مردخاي كابلان، الرجل الذي أصبح في النهاية مؤسس يهودية إعادة الإعمار. اعتقد كابلان، المنتقد من قبل اليهودية الإصلاحية والأرثوذكسية، أن ممارسة اليهودية يجب أن تتوافق مع التفكير الحديث، وقد انعكست هذه الفلسفة في كتابه صلاة السبت. نتيجةً لموقف كابلان المتطور من الفلسفة اليهودية والطقوس الدينية، أُدين أيضًا بالهرطقة من قبل أعضاء إسرائيل الشابة، والتي ساعد في تأسيسها. حاول أتباعه حثه على مغادرة اليهودية المحافظة رسميًا، لكنه بقي في «جاي تي إس» حتى تقاعد في عام 1963. أخيرًا، في عام 1968، أسس تابعه الأقرب وصهره آيرا آيزنشتاين مدرسةً منفصلةً، كلية إعادة الإعمار الحاخامية «آر آر سي»، والتي تطورت فيها فلسفة كابلان، يهودية إعادة الإعمار، باعتبارها حركةً دينيةً منفصلةً.

## تأسيس الجامعة
كتب كابلان مقالة مبتكرة «عن الحاجة إلى جامعة لليهودية»، والتي دعا بها إلى إنشاء جامعة تستطيع أن تقدم اليهودية على أنها ثقافة عميقة وحضارة متطورة. شمل هذا الاقتراح برامج للفنون الراقية والدرامية من أجل تحفيز الإبداع الفني اليهودي، وكلية لتدريب اليهود على العيش بشكل كامل ضمن الثقافتين الأمريكية واليهودية باعتبارهم مواطنين مساهمين، ومدرسة من أجل تدريب المعلمين اليهود، ومدرسة لاهوتية حاخامية من أجل تدريب حاخامات خلاقين مبدعين. في عام 1947، ومع مشاركة الحاخام سيمون غرينبيرغ، اكتملت جهوده في الوصول نحو هذه الغاية من خلال تأسيس الجامعة اليهودية الأمريكية، والتي عُرفت لاحقًا بجامعة اليهودية. تستمر رؤيته في التجلي من خلال البرامج التعليمية الجامعية والدراسية العليا والحاخامية المستمرة في الجامعة.

## لاهوت كابلان
رأى لاهوت كابلان أنه في ظل التقدم في الفلسفة والعلوم والتاريخ لن يستطيع اليهود المعاصرون مواصلة التزامهم بالعديد من الادعاءات اللاهوتية التقليدية لليهودية. اعتُبرت اللاهوت الطبيعانية لكابلان شكلًا آخر من فلسفة جون ديوي. دمجت طبيعانية ديوي الإلحاد مع المصطلحات الدينية بهدف بناء فلسفة دينية مرضية من أجل أولئك الذين فقدوا إيمانهم في الدين التقليدي. تأثر كابلان أيضًا بحجة إميل دوركايم حول أن تجربتنا في المقدسات هي وظيفة تضامن اجتماعي. وكان ماثيو أرنولد وهرمان كوهن من ضمن ملهميه الآخرين.
بالاتفاق مع المفكرين اليهود البارزين في العصور الوسطى ومن ضمنهم الميمونيون، أكد كابلان أن الله ليس شخصيًا، وأن كل الأوصاف التجسيمية لله، في أفضل الأحوال، استعارات غير كاملة. تجاوزت لاهوت كابلان هذا إلى أن الله هو مجموع كل العمليات الطبيعانية التي تصل بالإنسان إلى تحقيق الذات:
«أن تؤمن بالله يعني أن تقبل الحياة على افتراض أنها تأوي الحالات في العالم الخارجي وتقود روح الإنسان واللذين يدفعان الإنسان معًا نحو التسامي بذاته. أن تؤمن بالله يعني أن تسلَم جدلًا أنه من المقدر للإنسان أن يسمو فوق الوحشية وأن يقضي على كل أشكال العنف والاستغلال من المجتمع البشري. في الموجز، الله هو القوة في الأكوان التي تعطي حياة الإنسان المسار الذي يسمح للكائن البشري أن يعكس صورة الله».
لم تكن كل كتابات كابلان عن الموضوع ثابتة، فقد تطور موقفه إلى حد ما على مر السنوات، ويمكن التمييز بين نموذجي اللاهوت المستقلين من خلال القراءة بتمعن. وجهة النظر الأكثر شهرة بارتباطها مع كابلان هي الطبيعانية الصارمة، والتي انتُقدت باعتبارها تستخدم مصطلحات دينية لتخفي موقفها غير الإيماني «إن لم يكن إلحاديًا مطلقًا». يوجد تحريف ثانٍ للاهوت كابلان، والذي يوضح أنها تعطي الله واقعًا وجوديًا، وجودًا مطلقًا وحقيقيًا معتمدًا على المعتقدات البشرية، بينما ترفض الألوهية الكلاسيكية وأي إيمان بالمعجزات. في عام 1973، كان أحد الموقعين على البيان الإنساني II.

## روابط خارجية
- مردخاي كابلان على موقع الموسوعة البريطانية (الإنجليزية)